# Lucile Gleason
Pour les articles homonymes, voir Gleason.
Lucile Russell Webster, née le 6 février 1888 à Pasadena (Californie) et morte le 18 mai 1947 à Brentwood (Californie), est une actrice américaine, connue comme Lucile Gleason.

## Biographie

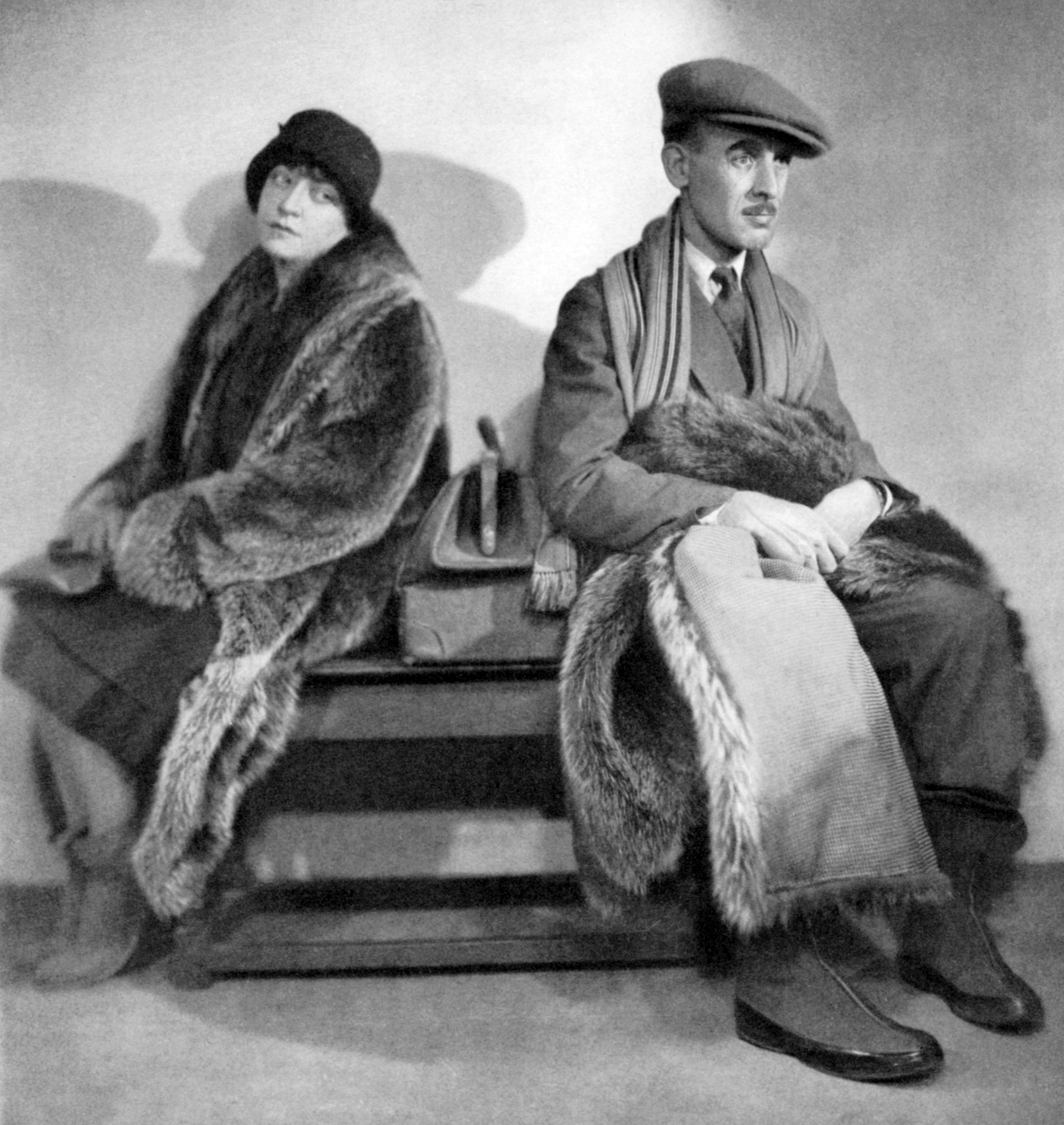
Lucile et James Gleason, à Broadway en 1928, dans The Shannons of Broadway

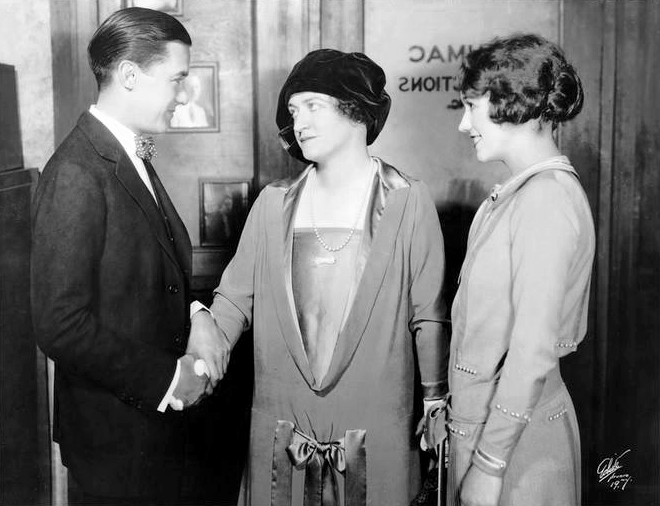
Gregory Kelly, Lucile Gleason et Sylvia Field (de g. à d.), à Broadway en 1925, dans The Butter and Egg Man

Lucile Webster débute au théâtre et rencontre ainsi l'acteur James Gleason (1882-1959) qu'elle épouse en 1906, étant désormais connue sous le nom de Lucile Gleason. De leur union est né un fils unique, également acteur, Russell Gleason (en) (1908-1945).
Elle joue notamment à Broadway (New York) dans cinq pièces, The Five Million de Guy Bolton et Frank Mandel (1919, avec son époux et Ralph Morgan), Merton of the Movies (en) de George S. Kaufman et Marc Connelly (1922-1923, avec Glenn Hunter dans le rôle-titre), The Lady Killer d'Alice et Frank Mandel (1924, avec son mari et Paul Kelly), The Butter and Egg Man de George S. Kaufman (1925-1926, avec Sylvia Field et Tom Fadden), et enfin The Shannons of Broadway de et avec James Gleason (1927-1928).
Au cinéma, Lucile Gleason contribue à quarante-deux films américains, les quatre premiers sortis en 1929, dont trois courts métrages ; le quatrième est le long métrage The Shannons of Broadway (en) d'Emmett J. Flynn, adaptation de la pièce éponyme précitée.
Parmi ses films suivants, mentionnons Girls About Town de George Cukor (1931, avec Kay Francis et Joel McCrea), Annie du Klondike de Raoul Walsh (1936, avec Mae West et Victor McLaglen), Double Chance de Lewis Milestone (1940, avec Ronald Colman et Ginger Rogers), ainsi que L'Horloge de Vincente Minnelli (1945, avec Judy Garland, Robert Walker et son époux), son avant-dernier film.
Son dernier film (et second western) est Don't Fence Me In (en) de John English (avec Roy Rogers et Gabby Hayes), sorti le 20 octobre 1945. Elle meurt brusquement d'une crise cardiaque près de sept mois plus tard (en 1947), à 59 ans, laissant veuf son époux.
Observons aussi que Lucile, James et Russell Gleason sont les vedettes d'une série cinématographique en sept films (1938-1940), réalisés par Gus Meins et consacrés à la famille Higgins (The Higgins Family (en), titre du premier). L'un des six autres est The Covered Trailer (1939, avec également Harry Davenport et Mary Beth Hughes).
Signalons enfin que Lucile et James Gleason comptent parmi les vingt-et-un membres fondateurs, en 1933, du syndicat professionnel Screen Actors Guild (en) (SAG), ayant son siège à Hollywood (depuis 2012, à la suite d'une fusion, ce syndicat est dénommé SAG-AFTRA).

## Théâtre à Broadway (intégrale)
- 1919 : The Five Million de Guy Bolton et Frank Mandel, mise en scène de Robert Milton : Ada
- 1922-1923 : Merton of the Movies (en) de George S. Kaufman et Marc Connelly, mise en scène de Hugh Ford : la directrice de casting
- 1924 : The Lady Killer d'Alice et Frank Mandel : Lucy
- 1925-1926 : The Butter and Egg Man de George S. Kaufman, mise en scène de James Gleason : Fanny Lehman
- 1927-1928 : The Shannons of Broadway de James Gleason : Emma Shannon

## Filmographie partielle

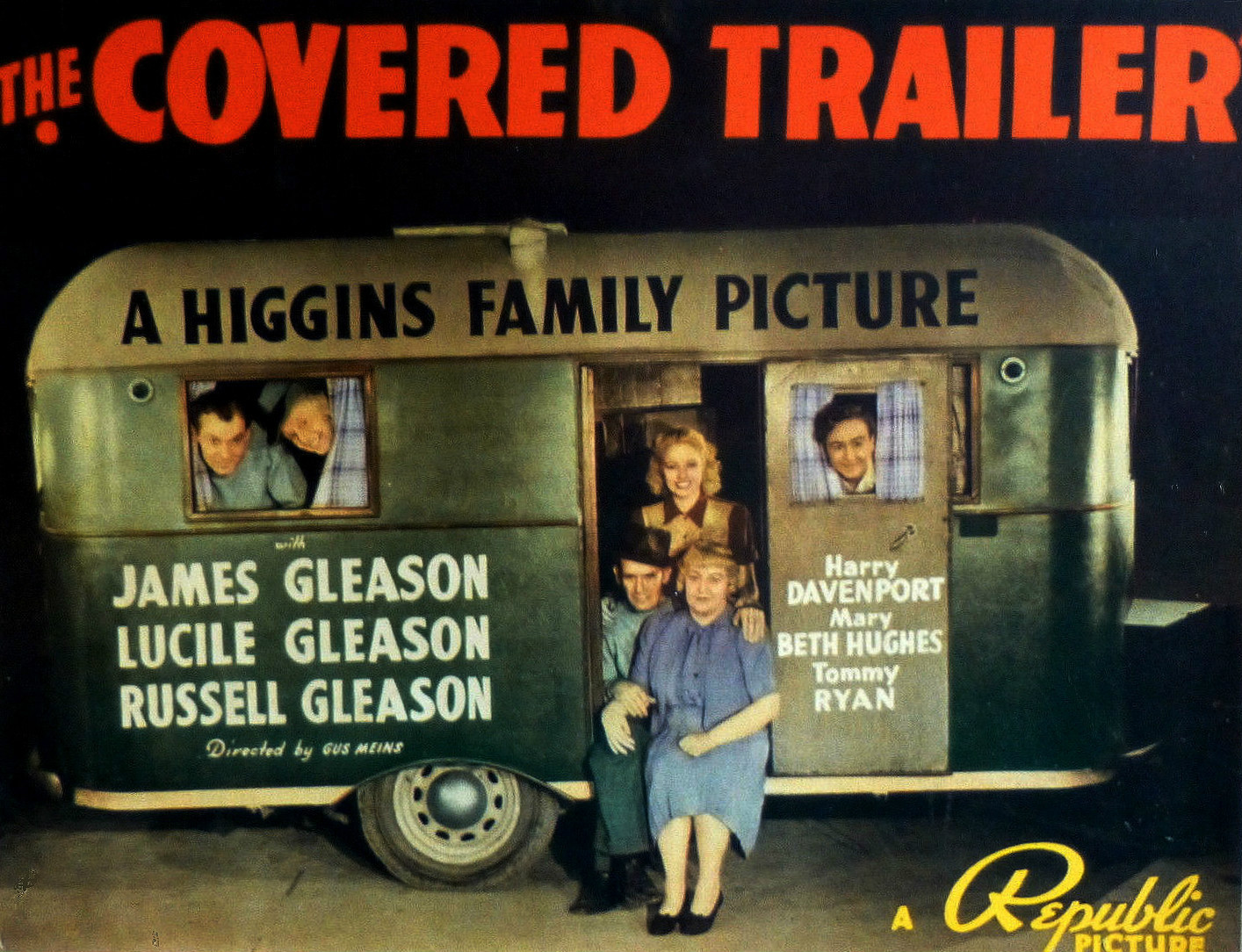
The Covered Trailer (1939) :
Poster promotionnel

- 1929 : The Shannons of Broadway (en) d'Emmett J. Flynn : Emma Shannon
- 1931 : Girls About Town de George Cukor : Mme Benjamin Thomas
- 1934 : Beloved de Victor Schertzinger : la duchesse
- 1934 : A Successful Failure d'Arthur Lubin : Mme Cushing
- 1936 : Annie du Klondike (Klondike Annie) de Raoul Walsh : « Big Tess »
- 1936 : Rhythm on the Range de Norman Taurog : Penelope Ryland
- 1936 : Mon ex-femme détective (The Ex-Mrs. Bradford) de Stephen Roberts : Mme Hutchins
- 1937 : First Lady de Stanley Logan : Mme Mary Ives
- 1938 : The Higgins Family (en) de Gus Meins : Lillian « Lil » Higgins
- 1939 : The Covered Trailer de Gus Meins : Lillian « Lil » Higgins
- 1940 : Double Chance (Lucky Partners) de Lewis Milestone : la mère d'Ethel
- 1941 : Le Faucon gentleman détective (The Gay Falcon) d'Irving Reis : Vera Gardner
- 1943 : Le Cabaret des étoiles (Stage Door Canteen) de Frank Borzage : elle-même
- 1945 : L'Horloge (The Clock) de Vincente Minnelli : Mme Al Henry
- 1945 : Don't Fence Me In (en) de John English : Mme Prentiss